# Pleurothyrium poeppigii
Pleurothyrium poeppigii är en lagerväxtart som beskrevs av Netes. Pleurothyrium poeppigii ingår i släktet Pleurothyrium och familjen lagerväxter. Inga underarter finns listade i Catalogue of Life.